# Deutscher Verband für Frauenstimmrecht

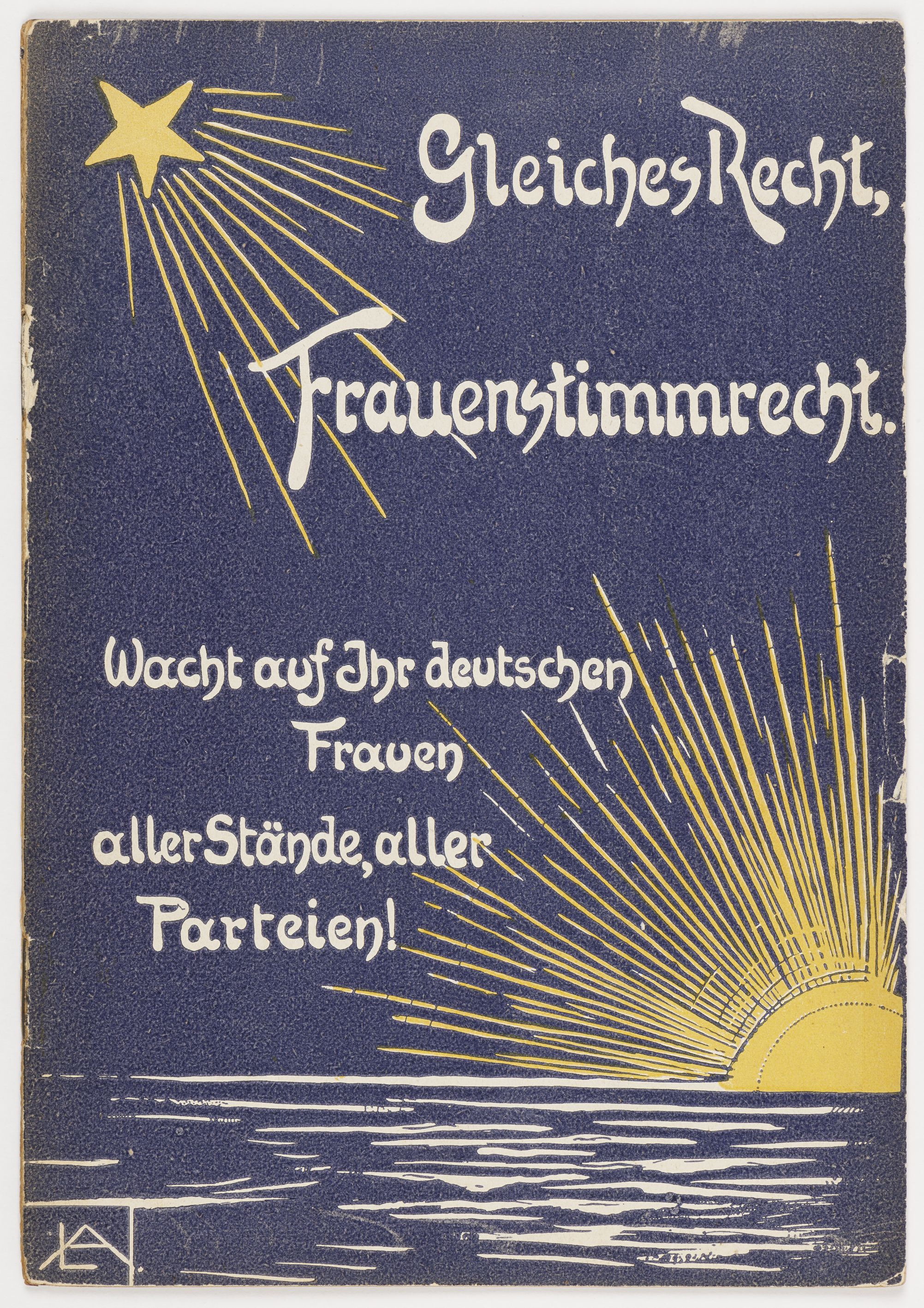
Broschyr med den inledande texten "Lika rätt, kvinnlig rösträtt." (Gleiches Recht, Frauenstimmrecht.), 1907.

Deutscher Verband für Frauenstimmrecht var en riksorganisation för kvinnlig rösträtt i Tyskland, aktiv mellan 1902 och 1919.  Det var den första föreningen för kvinnors rösträtt i Tyskland, och kom att bli en av de tre stora föreningarna för kvinnlig rösträtt i Tyskland jämsides med Deutsche Vereinigung für Frauenstimmrecht (1911) och Deutscher Frauenstimmrechtsbund (1913).
År 1916 gick Deutscher Verband für Frauenstimmrecht samman med Deutsche Vereinigung für Frauenstimmrecht och bildade Deutscher Reichsverband für Frauenstimmrecht.
Deutsche Reichsverband für Frauenstimmrecht upplöstes 1919, efter att kvinnlig rösträtt införts i november 1918 och val till parlamentet hållits den 19 januari 1919, med över 80 % valdeltagande bland röstberättigade kvinnor.